# كريم درويش (لاعب كرة قدم)
كريم العبد درويش (2 نوفمبر 1998) هو لاعب كرة قدم لبناني، يلعب لنادي دهوك والمنتخب اللبناني.

## الإحصائيات

### دولي
| الفريق الوطني | سنة     | الظهور | الأهداف |
| ------------- | ------- | ------ | ------- |
| لبنان         | 2020    | 1      | 0       |
| لبنان         | 2021    | 2      | 0       |
| لبنان         | 2022    | 2      | 0       |
| المجموع       | المجموع | 5      | 0       |

## الإنجازات

### الأنصار
- الدوري اللبناني الممتاز : 2020–21
- كأس لبنان : 2020–21 ؛ الوصيف: 2021-2022
- كأس السوبر اللبناني : 2021
- وصيف كأس النخبة اللبناني : 2022

## روابط خارجية
- كريم درويش على موقع قاعدة بيانات كرة القدم.إي يو (الإنجليزية)
- كريم درويش على موقع ناشيونال فوتبول تيمز (الإنجليزية)
- كريم درويش على موقع Soccerway.com (الإنجليزية)
- كريم درويش على موقع كووورة